# Parnik (urządzenie)

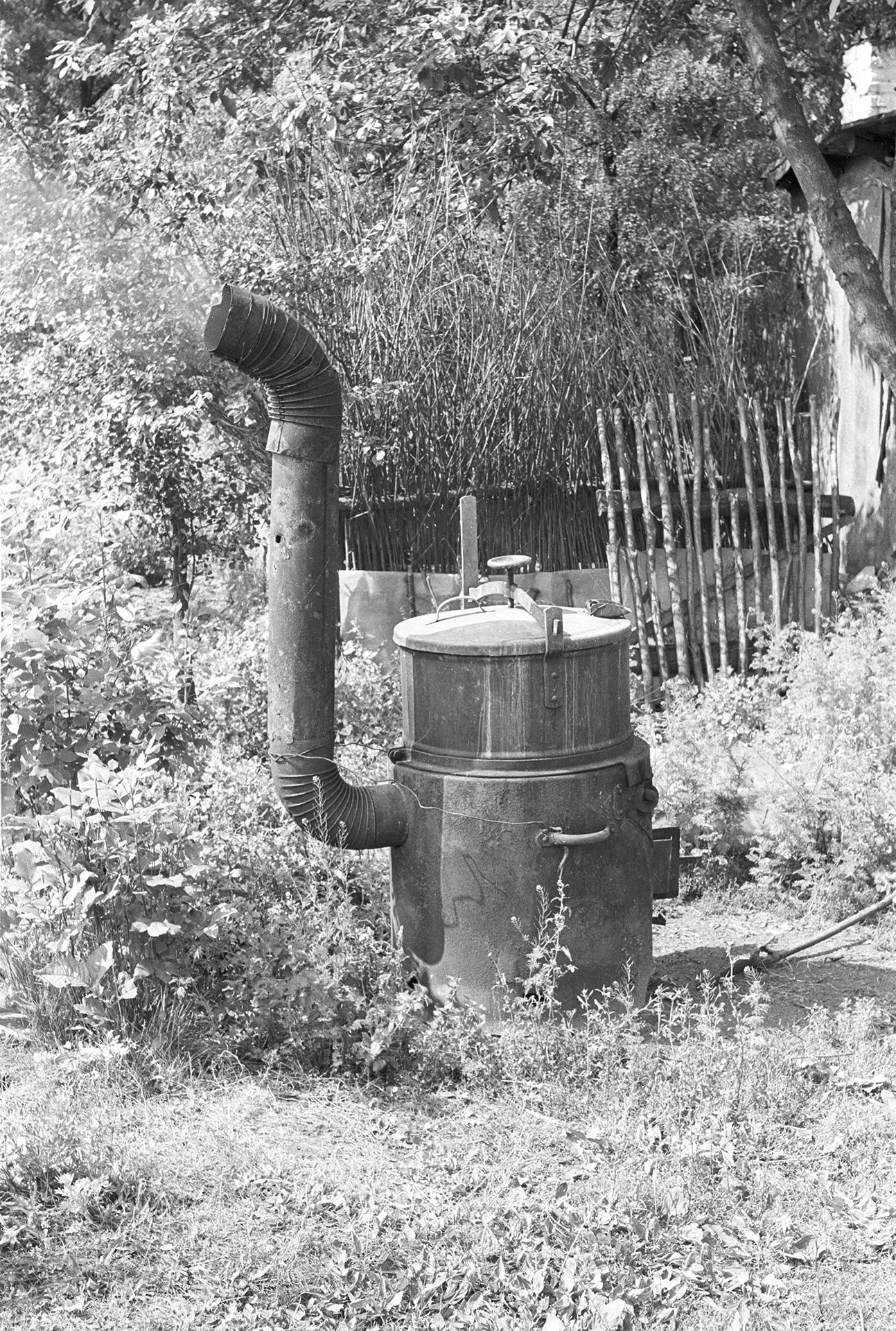
Parnik z paleniskiem.

Parnik, parnik do ziemniaków – urządzenie do zaparzania ziemniaków (lub innych pasz) za pomocą pary. Parowane ziemniaki były wykorzystywane w energochłonnym, pracochłonnym oraz ekstensywnym tuczu bekonowym. Wraz z postępem agrotechnicznym, zootechnicznym, zmianami potrzeb konsumentów skarmianie ziemniaków jako jedna z najtańszych, smakowitych oraz wartościowych źródeł paszy dla trzody chlewnej straciła całkowicie na znaczeniu. Parnik wykorzystywany był również podczas świniobicia. 

## Typy parników
- parnik z paleniskiem składa się z paleniska na węgiel, drewno, torf i umieszczonego nad nim cylindrycznie kotła na ziemniaki. Kocioł ma podwójne dno; dolne, grube stykające się bezpośrednio z paleniskiem, gdzie zbiera się szlam i ziemia spływająca z ziemniaków; górne, składające się z perforowanej tarczy blaszanej w kształcie stożka, zakończonego długą rurą z otworami, podtrzymującej masę parowanych ziemniaków. Kocioł zamknięty jest szczelną pokrywą i przymocowany do obudowy paleniska przechylnie w celu ułatwienia wysypywania ziemniaków i czyszczenia górnego dna. Parniki z paleniskiem to zbiorniki o pojemności od 60 do 450 litrów[1][2].

- parnik elektryczny jest prostszy i łatwiejszy w obsłudze niż parnik z paleniskiem. Wraz z elektryfikacją wsi zyskiwał na popularności. Źródłem energii cieplnej jest umieszczony w dolnej części grzejnik elektryczny dużej mocy. W celu zapobieżenia stratom ciepła ściany zbiornika są zaizolowane. Parnik elektryczny wyposażony jest w automatyczny wyłącznik, przerywający dopływ prądu w chwili zakończenia parowania. Parniki elektryczne były produkowane o pojemności od 50 do 500 litrów. Przykładowo zużycie energii elektrycznej dla parnika 200 l pozwalającego na uparowanie 140 kg ziemniaków wynosiło 16,8 kWh[1][2].

Wymienione powyżej typy parników mają ograniczoną wydajność, dlatego do parowania ziemniaków w większych ilościach stosowane były tzw. kolumny parnikowe stałe o wydajności wynoszącej do 50 q ziemniaków dziennie oraz kolumny parnikowe przewoźne o działaniu ciągłym mające wydajność kolumny na poziomie 1,3 do 1,8 tony uparowanych ziemniaków na godzinę. 

## Działanie
Do kotła nalewa się tyle wody, aby sięgała ona do połowy wysokości stożkowej powierzchni wkładu, następnie zasypuje się kocioł ziemniakami i szczelnie zamyka pokrywą zaopatrzoną w zawór dla odpływu nadmiaru pary. Wytwarzająca się podczas podgrzewania para wodna podgrzewa ziemniaki aż do ich ugotowania. Zakończenie parowania poznaje się po wydobywaniu się pary z górnego otworu w kotle.